# Fuzhou Airlines
Fuzhou Airlines (chinesisch 福州航空公司) ist eine chinesische Fluggesellschaft mit Sitz in Fuzhou und Basis auf dem Flughafen Fuzhou Changle.

## Flotte
Mit Stand September 2023 besteht die Flotte der Fuzhou Airlines aus 16 Flugzeugen mit einem Durchschnittsalter von 9,1 Jahren:
| Flugzeugtyp      | Anzahl | bestellt | Anmerkungen | Sitzplätze (Business/Eco)           | Durchschnittsalter |
| ---------------- | ------ | -------- | ----------- | ----------------------------------- | ------------------ |
| Boeing 737-800   | 14     |          |             | 164 (8/156) 186 (-/186) 189 (-/189) | 9,7 Jahre          |
| Boeing 737 MAX 8 | 02     | 2        |             | 176 (8/168)                         | 4,8 Jahre          |
| Gesamt           | 16     | 2        |             |                                     | 9,1 Jahre          |